# Seamus Davey-Fitzpatrick
Seamus Liam Davey-Fitzpatrick, född 29 december 1998 i New York, är en före detta amerikansk skådespelare. Hans allra första långfilmsroll var som Damien Thorn, i 2006 års nyinspelning av 70-talsthrillern Omen.

## Privatliv
Davey-Fitzpatrick föddes i New York år 1998, och flyttade därefter tillsammans med sin familj, till småstadskommunen East Stroudsburg, belägen i granndelstaten Pennsylvania. Han är av irländsk härkomst. Hans föräldrar heter Marty Davey och James Hugh "Jim" Fitzpatrick, och har även de varit involverade i skådespelarbranschen. Fadern har även haft en aktiv karriär som modell.
Davey-Fitzpatricks skådespelarkarriär tog fart, när han medverkade i en del reklamer för Marriott, samt för vitaminföretaget Flintstones Chewable Vitamins. Han gjorde därefter en kort medverkan, i ett avsnitt av TV-serien Sex and the City.

## Karriär
Under inspelningen av filmen Omen från 2006, så fick Davey-Fitzpatrick aldrig berättat för sig, att hans karaktär skulle vara Djävulens son. Julia Stiles, som spelar rollen som mamman (Katherine Thorn) i filmen, kommenterade det hela, och sa att anledningen till detta, var för att filmskaparna till filmen tyckte, att "han var för ung för att ens förstå det".
Davey-Fitzpatrick har också skådespelat, tillsammans med sina föräldrar, i en lokal kortfilm vid namn The Lottery, som var en elvaminuters anpassning av Shirley Jacksons novell med samma namn. Han har därefter spelat rollen som Will Winslow, i TV-serien Guiding Light, samt arbetat tillsammans med Robert De Niro, i filmen Everbody's Fine från 2009. Han har också medverkat i TV-serier som I lagens namn, Sex and the City, Damages, The Black Donnellys, och Person of Interest. År 2013 medverkade han dessutom i långfilmen Before Midnight. Han spelar som Hank (Jesses fjortonårige son) i den filmen.

## Filmografi (i urval)
- 2006 – Omen
- 2009 – Everybody's Fine
- 2012 – Moonrise Kingdom
- 2013 – Before Midnight
- 2014 – The Longest Week
- 2015 – Pawn Sacrifice
- 2015 – No Letting Go
- 2017 – The Dinner